# Ludwigshöhe (Monte Rosa)
Die Ludwigshöhe, ein Berggipfel des Monte-Rosa-Massivs, ist mit einer Höhe von 4341 m ü. M. der südlichste Viertausender der Schweiz und steht am Dreiländereck Wallis – Aostatal – Piemont. Von der Ludwigshöhe zweigt ein Seitenkamm nach Süden ab, der über das Schwarzhorn zur Vincent-Pyramide führt und mit seiner Fortsetzung im Weisshornkamm das Gressoneytal vom Valsesia trennt.
Die Erstbesteigung erfolgte am 25. August 1822 durch den österreichischen Militärtopographen Ludwig von Welden mit Gefährten, der den Gipfel zu Vermessungszwecken betrat. Obwohl diese Besteigung vorerst keine Beachtung fand, wurde später der Gipfel nach ihm benannt. Nach anderen Quellen benannte Welden den Gipfel nach dem heiliggesprochenen französischen König Ludwig IX., der am 25. August 1270 starb, und nicht nach seinem eigenen Vornamen.
In einiger Entfernung steht auf der benachbarten Signalkuppe (4.554 m) die 1893 erbaute Unterkunfts- und Höhenforschungshütte Capanna Regina Margherita.